# Qualificazioni al campionato mondiale maschile di pallavolo 2018 (CSV)
Le qualificazioni sudamericane al campionato mondiale di pallavolo maschile 2018 si sono svolte dal 30 agosto al 2 settembre 2017: al torneo hanno partecipato tre squadre nazionali sudamericane e una si è qualificata al campionato mondiale 2018.

## Regolamento

### Formula
Le squadre hanno disputato un'unica fase con formula del girone all'italiana.

### Criteri di classifica
Se il risultato finale è stato di 3-0 o 3-1 sono stati assegnati 3 punti alla squadra vincente e 0 a quella sconfitta, se il risultato finale è stato di 3-2 sono stati assegnati 2 punti alla squadra vincente e 1 a quella sconfitta.
L'ordine del posizionamento in classifica è stato definito in base a:
- Numero di partite vinte;
- Punti;
- Ratio dei set vinti/persi;
- Ratio dei punti realizzati/subiti;
- Risultati degli scontri diretti.

## Squadre partecipanti
- Argentina
- Cile
- Venezuela

## Torneo

### Risultati
| 30 agosto 2017 Estadio Nestor Kirchner, Palpalá Durata: ? - Spettatori: ? | Argentina | 3 - 1 | Cile      | 21-25, 25-19, 25-17, 25-13 |
| 1º settembre 2017 Polideportivo Delmi, Salta Durata: ? - Spettatori: ?    | Cile      | 3 - 0 | Venezuela | 25-22, 25-20, 25-15        |
| 2 settembre 2017 Polideportivo Delmi, Salta Durata: ? - Spettatori: ?     | Argentina | 3 - 0 | Venezuela | 25-19, 25-16, 25-12        |

### Classifica
| Pos | Squadra   | Pt | G | V | P | SV | SP | Ratio | PF  | PS  | Ratio |
| --- | --------- | -- | - | - | - | -- | -- | ----- | --- | --- | ----- |
| 1   | Argentina | 6  | 2 | 2 | 0 | 6  | 1  | 6.000 | 171 | 121 | 1.413 |
| 2   | Cile      | 3  | 2 | 1 | 1 | 4  | 3  | 1.333 | 149 | 153 | 0.973 |
| 3   | Venezuela | 0  | 2 | 0 | 2 | 0  | 6  | 0.000 | 104 | 150 | 0.693 |

## Classifica finale
| Pos | Squadra   | Qualificazione           |
| --- | --------- | ------------------------ |
|     | Argentina | Campionato mondiale 2018 |
|     | Cile      |                          |
|     | Venezuela |                          |